# Björn Wahlberg
Björn Wahlberg, född 1968, är en svensk författare, redaktör, översättare från franska och engelska, Tintinkännare, grafisk formgivare. Han gjorde den uppmärksammade nyöversättningen av Tintinalbumen 2004–2005 och översätter främst franskbelgiska tecknade serier och barn- och ungdomsböcker.
Wahlberg är även förläggare på Bokförlaget Arkad. Han grundade 2007 Generation T – Den svenska Tintinföreningen. Wahlberg är redaktör för föreningens årsbok Tintinism, som publicerar artiklar, essäer och intervjuer om Hergé och Tintin. Hösten 2020 gav han ut faktaboken Kapten Haddocks ordbok, som beskriver 240 olika kraftuttryck. 

## Översättningar

### Tecknade serier
- Hergé: Tintins äventyr, Bonnier Carlsen 2004–2005, Cobolt/Kartago 2015– (pågående utgivning)
- Stanislas m.fl.: Hergés äventyr, Komika Förlag 2008, utökad utgåva Cobolt Förlag 2017
- Pierre Christin & Jean-Claude Mézières: Linda och Valentin – Samlade äventyr, Cobolt Förlag 2014–2022
- Riad Sattouf: Framtidens arab – En barndom i Mellanöstern, Cobolt Förlag 2015– (pågående utgivning)
- Roger Leloup: Yoko Tsuno – Samlade äventyr, Cobolt Förlag 2015– (pågående utgivning)
- Peyo: Pengasmurfen, Cobolt Förlag 2015
- Moebius: Det hermetiska garaget, Cobolt Förlag 2016
- Sylvain Runberg & Serge Pellé: Orbital, Cobolt Förlag 2017– (pågående utgivning)
- Blake och Mortimer (olika författare och tecknare): Cobolt Förlag 2018– (pågående utgivning)
- André Franquin: Gaston – Den kompletta samlingen, Cobolt Förlag 2018–2022
- François Bourgeon: Resande med vinden – Den samlade utgåvan, Cobolt Förlag 2019– 2025

### Facklitteratur
- David West Reynolds: Star Wars Episod 1 Det mörka hotet – Bildlexikon, Bonnier Carlsen 1999
- Star Wars – Myternas makt, Bonnier Carlsen 2000
- David West Reynolds: Star Wars Episod 2 Klonerna anfaller – Bildlexikon, Bonnier Carlsen 2002
- James Luceno: Star Wars Episod 3 Mörkrets hämnd – Bildlexikon, Bonnier Carlsen 2005
- Michael Farr: Tintin – Den kompletta guiden, Bonnier Carlsen 2005, ny utgåva Art & Books 2017
- Michael Farr: Tintin & Co, Bonnier Carlsen 2008
- Michael Farr: Porträtt av Hergé – mannen bakom Tintin, Bonnier Carlsen 2009
- J.W. Rinzler: Star Wars – ljudeffekterna, Bonnier Fakta 2011
- Joseph Campbell: Hjälten med tusen ansikten, Arkad Förlag 2011 (tills. med Lars Göran Larsson)
- Theodore Gray: Grundämnen – Ett bildlexikon över universums alla kända atomer, Bonnier Fakta 2013
- Francisca Mattéoli: Karthistorier – Atlas över expeditioner till världens vita fläckar, Bonnier Fakta 2016
- Philippe Goddin: Hergé – Kronologi över ett konstnärskap, Art & Books 2017.
- Thiago de Moraes: Myternas atlas, Bonnier Carlsen 2018

## Faktaböcker
- Kapten Haddocks ordbok: Från alabasterskalle till ökenråtta. Trosa: Cobolt. 2020. ISBN 978-91-88897-28-2